# 엔비가도

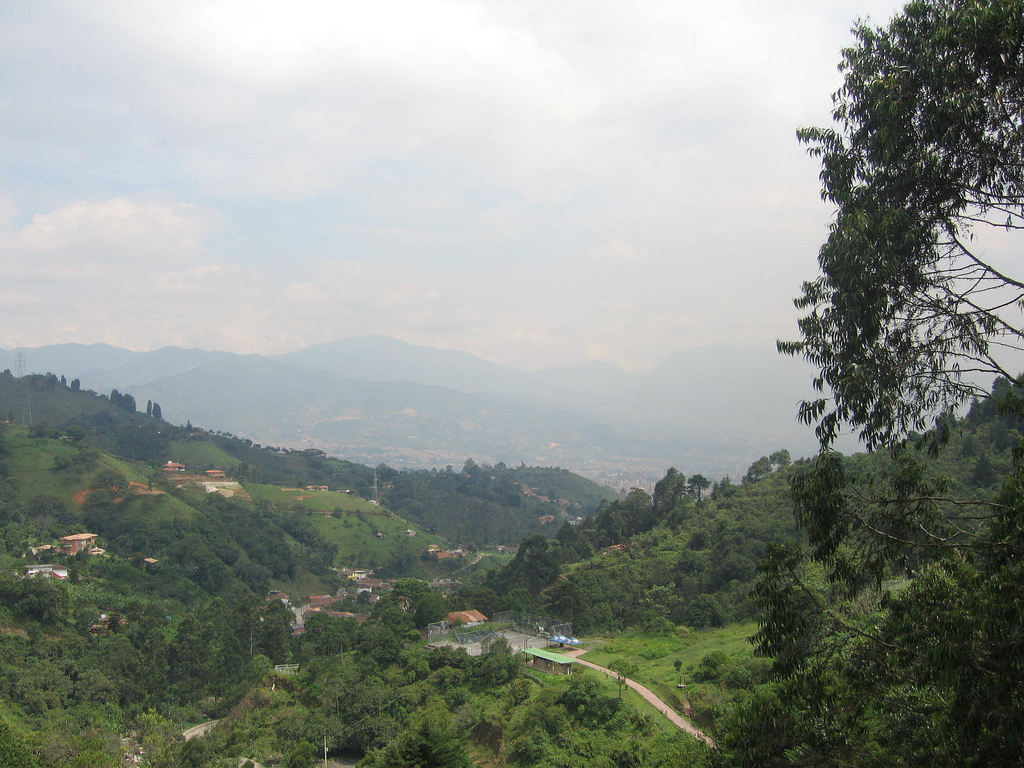
엔비가도

엔비가도(스페인어: Envigado)는 콜롬비아 안티오키아주의 도시로 면적은 78.78km2, 높이는 1,675m, 인구는 199,276명(2012년 기준)이다. 1775년에 설립되었다. 메데인 남동쪽에 위치한다.

시기
시 문장